# 신평 (후한)
신평(辛評, ? ~ 204년?)은 중국 후한 말의 군벌 원소의 모사로, 자는 중치(仲治)이며 영천군 양책현(陽翟縣) 사람이다.

## 생애
원소를 섬겼다.
원소가 한복(韓馥)으로부터 기주(冀州)를 빼앗은 초평(初平) 2년(191년) 전후에 임관한 것으로 추정된다. 또한 조조(曹操)의 모사 곽가(郭嘉)와는 같은 현, 동료 곽도(郭圖) · 순심(荀諶) 및 조조의 모사 순욱(荀彧)과는 같은 군 출신이다.
신평이 원소의 진영에서 대두되는 시기는 건안(建安) 2년(200년), 관도대전(官渡大戰)에서 원소가 패배한 후부터이다. 패전 후 심배(審配)가 맹대(孟岱)와 장기(蔣奇)의 참언을 받자, 곽도 등과 함께 이를 두둔하여 심배를 실각시키려고 하나 심배는 봉기(逢紀)의 변호로 유임되었다.
건안 7년(202년) 여름 5월, 원소가 세상을 떠났다. 원소는 생전에 원담을 견제하여 폐출시켰고, 원상(袁尙)을 후계자로 삼고자 하였으나 당시 원상은 나이가 어렸고 원소는 유조조차 남기지 못한 채 급사하였다. 당시 신평과 곽도는 원담(袁譚)과 가까이 지냈는데, 둘은 원담을 후계자로 내세웠고 상당한 지지를 받았다. 그러나 원담의 집권을 두려워하던 심배와 봉기는 선수를 쳐 정권을 장악한 뒤 원상을 추대하였고, 집권에 실패한 원담은 이에 불복해 거기장군(車騎將軍)을 자칭하였고, 이로 인해 원씨 가문에 내분이 일어나게 되었다.
같은 해 8월, 조조가 북상하여 하북을 침공하자 마침내 원담이 원상의 후계를 승인하여 화해가 이루어졌다. 전투는 8개월에 걸쳐 지속되었으며, 한때는 고전하여 업(鄴)까지 밀려나기도 하였지만 원상의 활약으로 반격에 성공하여 마침내 조조를 격퇴하였다. 원담은 조조를 추격해 궤멸시키자고 제안했으나 원상은 이를 받아들이지 않았으며, 청주(靑州)로 돌아가지 않고 있던 원담에 대한 군사 지원도 중단하였다. 원담은 이런 조치들에 크게 분노했는데, 이때 신평은 곽도와 함께 "선공이 장군을 폐출시킨 것은 심배의 고자질 때문"이라며 심배를 참언하고 원담을 부추겼고 이에 원담은 마침내 군사를 일으켜 원상을 공격했으나 오히려 원상의 반격을 받고 대패하여 평원(平原)으로 쫓겨나게 되었다. 또한, 원담의 부하 왕수(王脩)는 "흉신(凶臣)들을 베고 형제와 화해하십시오"라고 원담을 설득하였는데, 여기서 "흉신"은 곽도와 신평을 가리킬 것이다.
이후 신평은 사서에서 자취를 감추고, 신평 개인 대신에 "신평의 가족"의 동향이 나온다. 평원으로 물러난 원담은 곽도의 진언 등으로 인하여 일시적으로 조조에게 항복하기로 하고, 곽도의 추천으로 신평의 동생 신비를 사자로 보낸다. 그 결과 항복은 받아들여졌으나, 신비는 그대로 원담을 떠나 조조에게로 갔다.
건안 9년(204년) 2월, 원상파의 심배가 업을 수비하게 되었다. 원담이 원상을 공격했다가 패하고 달아났을 때 이에 곽도와 신비의 가족은 모두 탈출하였으나, 신평의 가족은 붙잡혀 감금되었다. 이후 조조에게 업이 함락되기 직전, 원씨 세력의 멸망을 초래한 곽도와 신평 형제에 대하여 한을 품고 있었던 심배는 신평의 가족들을 모두 죽일 것을 지시했다. 결국 심배가 조조군에게 사로잡히자 신비는 조조에게 심배를 죽일 것을 간곡히 부탁하여, 조조는 심배를 죽였다.
건안 10년(205년) 1월, 원담과 곽도는 남피(南皮)에서 조조의 공격을 받아 멸망하였다. 그러나 이때까지 신평이 같이 있었는지, 원담 · 곽도와 함께 운명을 같이하였는지, 남피전투 이전의 생사 여부조차 기록되어 있지 않다.

## 《삼국지연의》 속 신평
본래 한복의 막료였던 것으로 되어있다.
건안 4년(200년), 조조에 대한 대책을 논할 때는 순심과 함께 단기 결전을 주장하였다.
원씨 가문의 내분 때에는 사서에 나온 대로 원담을 따른다. 단, 남피전투 때까지 살아서 원담을 따른다. 전황이 불리해지자 신평은 원담의 명령으로 항복 사자로 조조에게 갔다. 그러나 조조는 이를 거절하는 한편, 신평에게 신비처럼 자신에게로 올 것을 권한다. 신평은 이를 거절하였으나, 성으로 돌아온 신평을 본 원담은 신평이 조조와 내통했을 것으로 의심을 한다. 이에 충격을 받은 신평은 그 자리에서 기절하여 죽었다.

## 신평의 친족관계

### 관련 인물
- 신비

## 같이 보기
- 삼국지 인물 목록